# 祖冲之环形山

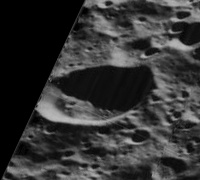
月球轨道器5号拍摄的斜视图

祖冲之环形山(Tsu Chung-Chi)是月球背面一座相对较小的撞击坑，约形成于早雨海世代，其名称取自中国南北朝时期著名数学家暨天文学家祖冲之(429年－500年)，1961年被国际天文联合会正式接受。

## 描述
该陨坑位东北毗邻列昂诺夫陨石坑，西南靠近大型环壁平原-门捷列夫环形山，莫斯科海则坐落在它的北面。祖冲之环形山的中心月面坐标为17°10′S 145°10′E / 17.16°S 145.16°E，直径28.3公里，深度1.98公里。
该碗状的陨坑西北侧略为向外伸出，已受到部分侵蚀，一座杯形的小撞击坑嵌入在南侧外坡上；陨坑内侧壁平直到底，坑壁高出周边地形900米，陨内容积约有547.42公里³。坑底表面分布有一些细小的陨坑，除此外，无其它的典型地貌特征。

## 命名背景
该陨坑是从1959年前苏联月球3号拍摄的月背照片中辨识出的，以中国古代数学家及天文学祖冲之之名命名。根据参与月球3号任务的俄罗斯著名火箭设计师"鲍里斯·切尔托克"(Boris Chertok)回忆，该月坑名称的选择掺杂着很复杂的政治因素：

最终，凯尔迪什委员得到了反馈，俄罗斯科学院主席团已决定以著名科学家和文化名人：焦尔达诺·布鲁诺、儒勒·凡尔纳、赫兹、库尔恰托夫、罗巴切夫斯基、麦克斯韦尔、门捷列夫，巴斯德、波波夫、斯克沃多夫斯卡-居里、祖冲之、爱迪生来命名陨石坑名称。
据"可靠消息"说，最有争议的人物是祖冲之。据说这位五世纪的数学家在中国很有名，但我的数学家朋友中却无人能解释他为何闻名于世，但我们不能冒犯中国，一个伟大而友好的国家。中央委员会的指示要求，该名单中要包括一名美国人和一名中国人。选择美国人很容易，人人都知道爱迪生，但有关中国人选，我被告知，我们必须向中国驻苏使馆咨询，由他们向北京转交申请。

## 卫星陨石坑
按惯例，最靠近祖冲之环形山的卫星坑在月图上以字母标注在该坑中心点的旁边。
| 祖冲之 | 纬度    | 经度     | 直径    |
| ------ | ------- | -------- | ------- |
| W      | 18.5° N | 143.3° E | 24 公里 |

## 扩展知识
在月球上還有其他环形山是以中国古代科学家的名字命名的，分别是张衡环形山、郭守敬环形山、石申环形山及万户环形山，它们都位于月球的背面、月球赤道的北部；还有以当代台湾天文学家高平子命名的高平子环形山(Kao)。

## 参阅
- 月球环形山列表 (T-Z)